# Tratado de Madrid (1750)
El Tratado de Madrid, denominado por muchos historiógrafos como Tratado de Permuta (Tratado de intercambio), fue un documento firmado por Fernando VI de España y Juan V de Portugal el 13 de enero de 1750 para definir los límites entre sus respectivos territorios en América del Sur.
Este tratado se enmarca en la sucesión de tratados de límites firmados entre España y Portugal desde el Tratado de Alcáçovas (1479-1480). El tratado, basado en el principio de derecho romano Uti possidetis, ita possideatis (quien posee de hecho, debe poseer de derecho), amplió los dominios de Portugal, dejando los límites del Brasil prácticamente en su estado actual.

## Antecedentes
Durante la unión de España y Portugal entre 1580 y 1640, el Tratado de Tordesillas perdió toda razón de ser. En efecto, con dicha unión los portugueses, por estar gobernados por el mismo rey que Castilla y Aragón, podían establecerse mucho más allá del meridiano de Tordesillas (aproximadamente 46° O). Además, y coincidiendo con la crisis posterior a 1640, Portugal, de nuevo independiente, emprendió ya sin base legal algunas acciones comerciales y coloniales más allá de dicho límite, las más importante de las cuales fueron la fundación en 1680 de la Nova Colônia do Santíssimo Sacramento (Nueva Colonia del Santísimo Sacramento)  en frente a la ciudad de Buenos Aires, es decir en las costas rioplatenses del actual Uruguay y la fundación en 1737 del presidio de Jesús María José, origen de la actual Río Grande del Sur en el actual Brasil, literalmente en la orilla del Río de la Plata opuesta a Buenos Aires. Esto provocó una serie de disputas entre España y Portugal durante años, que finalmente se zanjaron en este tratado.

## Contenido
Dado que en 1750 España tenía establecimientos en territorio portugués y viceversa, el tratado estipulaba, en base al uti possidetis ita possideatis el establecimiento de límites claros para los dominios de España y Portugal, forzando la cesión de cada una de las partes de los territorios, colonias, misiones o establecimientos situados en la parte contraria. De acuerdo con el tratado Portugal entregaba a España la Colonia del Sacramento (art. XIII) y recibía a cambio los territorios del Sur, el nacimiento del río Ibicuí, las misiones, el margen derecho del río Guaporé y cedía el territorio occidental del río Japurá al Amazonas y la navegación del río Içá (art. XIV). Además se establecía que, en caso de guerra entre Portugal y España en Europa, sus vasallos de América del Sur permanecerían en paz (art. XXI).
Este Tratado fue también firmado, el 5 de octubre de 1750, por el embajador del Reino de Gran Bretaña y el secretario de Estado José de Carvajal y Lancaster. En el mismo, se cancelaba el asiento de negros y el "navío de permiso" establecidos en el Tratado de Utrecht, al terminar la Guerra de Sucesión Española. Como compensación la Corona española se comprometía a pagar a la South Sea Company la cantidad de 100 000 libras en varios plazos. El resultado de todo ello es que se terminaba el derecho del comercio británico en la América Española, aunque la trata de esclavos por comerciantes británicos continuó de forma ilegal desde las colonias de Jamaica y desde La Baliza, que los ingleses se negaron a abandonar.

## Consecuencias
Como consecuencia de la demarcación de los nuevos límites, la región de las Misiones Orientales, que comprendía los siete pueblos de las reducciones jesuíticas que quedaban en la margen izquierda del río Uruguay, había de pasar a manos portuguesas. Dichos poblados eran: San Borja, San Nicolás, San Luis Gonzaga, San Lorenzo, San Miguel, San Juan Bautista y Santo Ángel.
Esta resolución, sin embargo, tenía mayor calado del que podía parecer, en tanto que en los territorios de Portugal se permitía la esclavización de los indígenas (en aquella zona eran guaraníes) mientras que en los territorios españoles todos los indígenas eran automáticamente súbditos de Su Majestad, y por tanto gozaban de su protección, por lo que no podían ser esclavizados. Esta diferencia en el estatus legal de la población indígena, inflamada de forma velada por los propios jesuitas, provocó la resistencia a entregarse a los portugueses, resistencia que acabó estallando en la Guerra Guaranítica, que se extendió de 1752 a 1756, y en la que tuvo gran relevancia el cacique José (Sepé) Tiarajú, que capitaneaba a los guaraníes, pero que falleció poco antes de la Batalla de Caibaté, la última de dicha guerra, en la que murieron 1700 indígenas y que enfrentó a los guaraníes contra los ejércitos de España y Portugal que defendían la imposición de las nuevas fronteras.
Finalmente las siete misiones no pasaron a manos portuguesas, y esta resistencia de los jesuitas y de los indígenas tutelados por ellos provocó a la larga la reclamación española por las citadas siete reducciones. Durante la Guerra de los Siete Años se firmó el Tratado de El Pardo de 1761 que anuló el Tratado de Madrid, por el que España no debía entregar las Misiones Orientales, al tiempo que Portugal retenía la Colonia de Sacramento.
Del mismo modo, la capacidad de liderazgo mostrada por la Compañía de Jesús, y su capacidad para movilizar una fuerza de miles de personas, que quedó patente en la Guerra Guaranítica, hizo temer a la Corona española por la estabilidad en la zona y fue el germen de la motivación para la Pragmática Sanción de 1767, por la cual Carlos III decretaba la expulsión de los jesuitas de todos los territorios de ultramar.

## En la cultura popular
La película británica La Misión, de Roland Joffé (1986), se basa en las consecuencias de este tratado para una reducción de nombre San Carlos. La auténtica reducción de San Carlos se situaba en la actual Argentina, en la provincia de Misiones y no se vio afectada por el Tratado de Madrid.

## Resultado del tratado

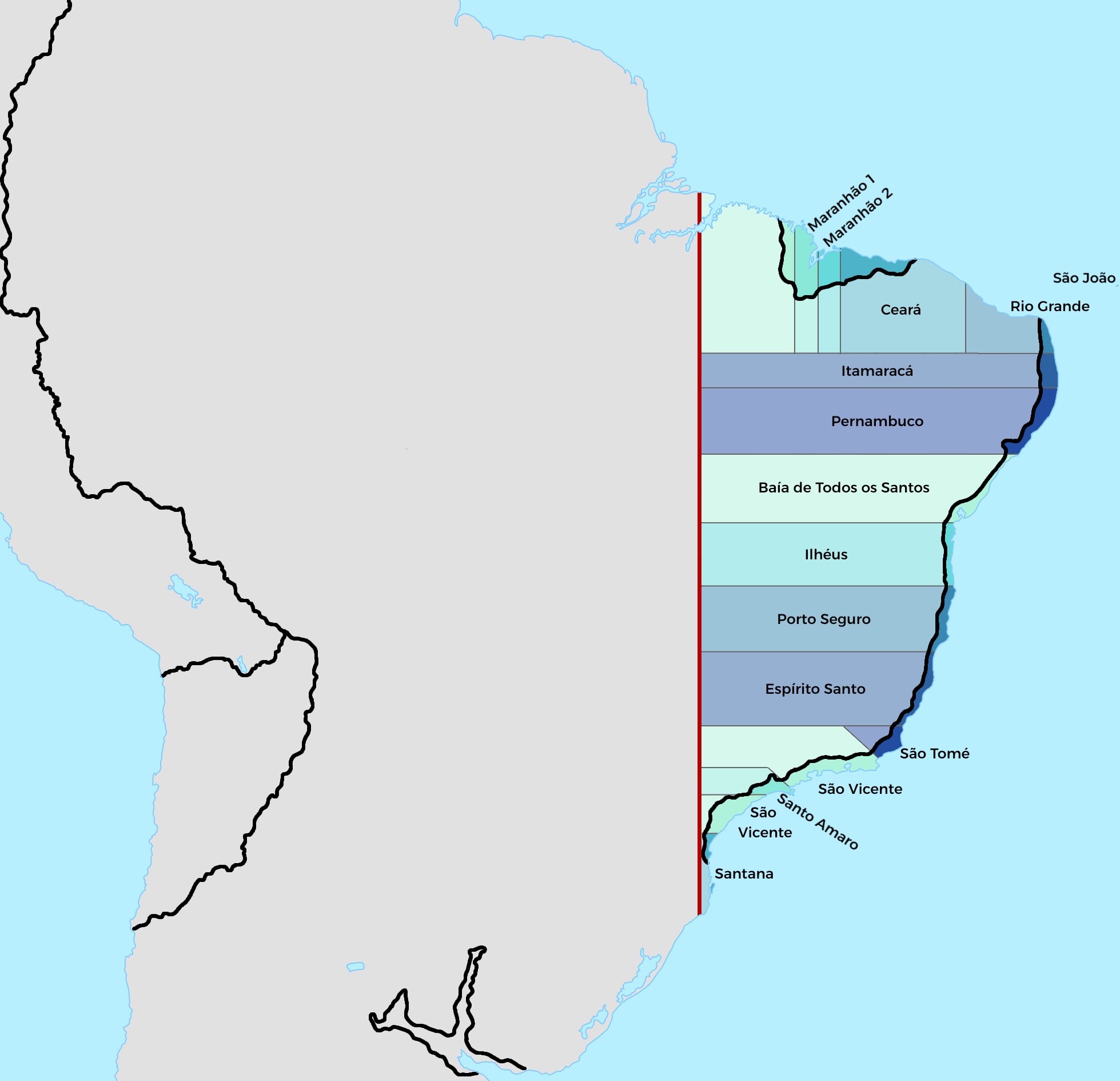
1534 Brasil según el Tratado de Tordesillas.
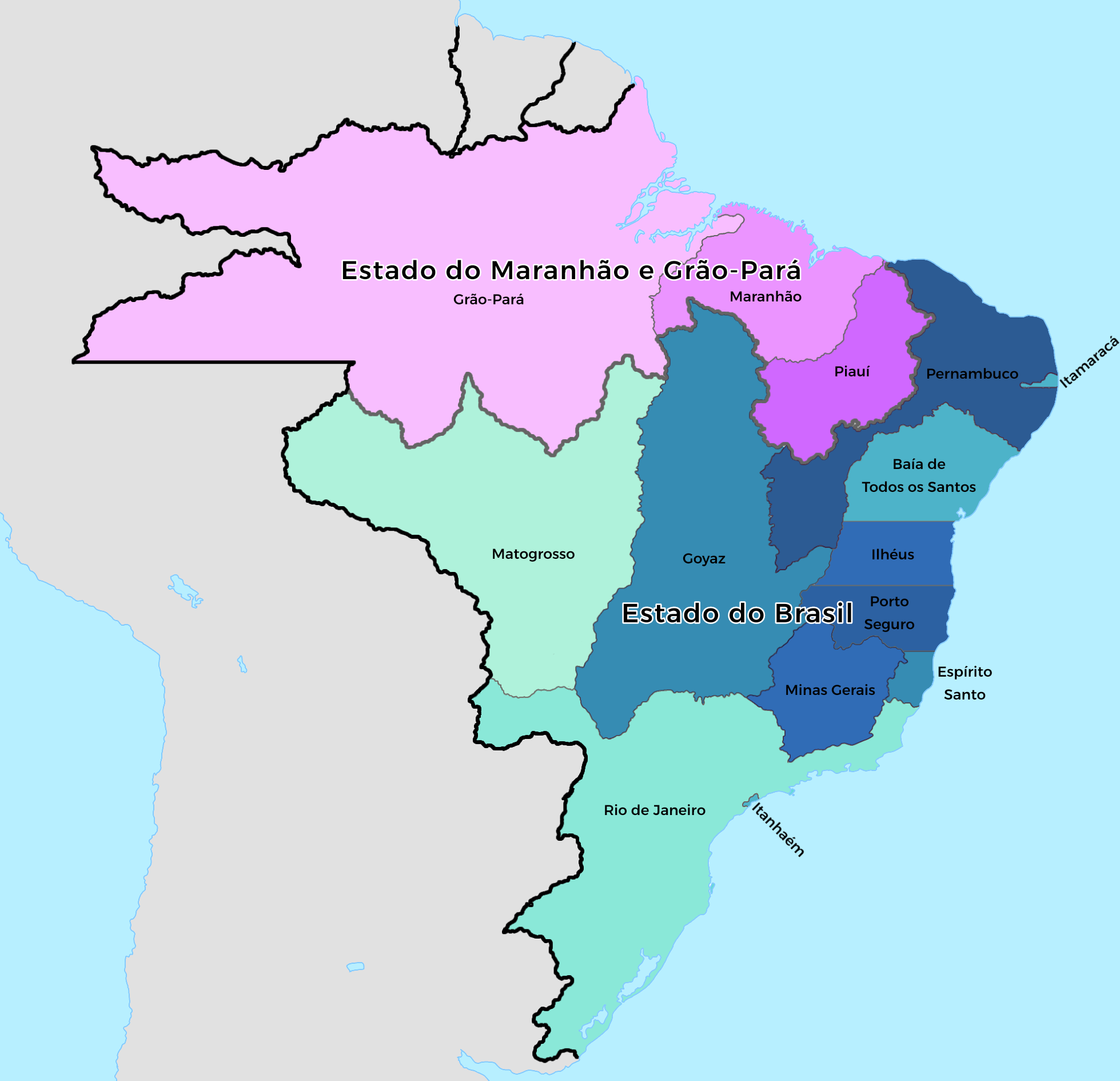
1750 Brasil según el tratado de Madrid de 1750.